# Шайдулін Олексій Валерійович
Шайдулін Олексій Валерійович (рос. Шайдулин Алексей Валерьевич; 11 січня 1979, Анучино, Приморський край) — російський та болгарський боксер, призер чемпіонатів світу та Європи.

## Аматорська кар'єра
Олексій Шайдулін народився у Росії, де і займався боксом. 1997 року став чемпіоном Європи серед молоді в категорії до 54 кг. 2000 та 2001 року був чемпіоном Росії. Але через конкуренцію не потрапляв на великі міжнародні змагання. 2003 року заради виступів на Олімпіаді перейшов під прапор Болгарії. На кваліфікаційному до Олімпійських ігор 2004 турнірі в категорії до 57 кг, здобувши дві перемоги, у півфіналі Шайдулін повинен був зустрітися з росіянином Олексієм Тищенко і відмовився від бою через домовленість між федераціями боксу Росії та Болгарії, укладену при переході Шайдуліна до збірної Болгарії.
На чемпіонаті світу 2005 Олексій Шайдулін переміг п'ятьох суперників, у тому числі у півфіналі олімпійського чемпіона Юріоркіса Гамбоа (Куба), і у фіналі знов повинен був зустрітися з росіянином Олексієм Тищенко. І знов Шайдулін, провівши лише один раунд, відмовився від бою заради перемоги росіянина.
На чемпіонаті Європи 2006 Шайдулін здобув дві перемоги, а у півфіналі програв Шахіну Імранову (Азербайджан).
На кваліфікаційному до Олімпійських ігор 2008 чемпіонаті світу 2007 Олексій Шайдулін переміг одного суперника, а у другому бою програв Михайлу Бернадському (Білорусь).
Втративши можливість виступити на Олімпіаді, Шайдулін повернувся до Росії, де працював головним тренером Калінінградської області з боксу.